# سروهای بلند لبنان
سروهای بلند لبنان (به انگلیسی: Tall Cedars of Lebanon) یا سروهای بلند لبنان شمال آمریکا، یکی از درجات فراماسونری است که یک استاد ماسونی یا همان فراماسون درجه سه در یک لژ ماسونی معمولی، که به صورت منظم و متعهد به وظایف و تعهدات خود عمل کرده می‌تواند آن را دریافت کند. شعار این درجه سه مفهوم تفریح، نشاط و دوستی بوده و دارندگان این درجه از کلاهی هرمی شکل استفاده می‌کنند. نام سروهای بلند لبنان از داستان معبد سلیمان گرفته شده‌است.

## تاریخچه
گمان می ورد که منشأ سروهای بلند لبنان پیش از شکل‌گیری سازمان‌های ماسونی مدرن امروزی باشد. برخی مورخان تاریخ شکل‌گیری آن را ۱۸۴۰ ذکر کرده‌اند. این درجه به ظاهر از درجات پر سر و صدا و ویژه ای بود که در ایالات متحده آمریکا برای اولین بار در سال ۱۹۰۲ در ترنتون، ایالت نیوجرسی اعطا شد. تأسیس سازمان رسمی سروهای بلند لبنان نیز در سال ۱۹۷۲ به تصویب رسید.

## سازمان
سروهای بلند لبنان در گروه‌های پانزده هزار نفره، موسوم به «جنگل» سازمان دهی شده و در لژهای ماسونی با یکدیگر دیدار می‌کنند. تمرکز این گروه‌ها در آمریکا بیشتر در شرق این کشور و در ایالت‌های نیوجرسی و پنسیلوانیا است. در جه سروهای بلند لبنان دارای دو سمت، موسوم به دادگاه سلطنتی و رنجرهای پیاده سلطنتی است.

## فعالیت‌های خیریه
عمده فعالیت‌های خیریه ای سروهای بلند لبنان در حوزه پشتیبانی از تحقیقات دربارهٔ بیماری‌های دیستروفی، دیستروفی ماهیچه‌ای و سایر بیماری‌های عصبی و عضلانی است. تاریخ آغاز این فعالیت‌ها ۱۹۵۱ ذکر شده‌است.